# ハリソン・M・ランドール
ハリソン・マカリスター・ランドール（Harrison McAllister Randall、1870年12月17日 - 1969年11月10日）はアメリカ合衆国の物理学者で、1915年から1941年までミシガン大学を指導し、実験物理学と理論物理学の分野で大学に国際的な名声をもたらした。

## 生涯
ランドールは1870年12月17日、ミシガン州バーオークで生まれた。その後、一家はアナーバー（Ann Arbor）に移り住み、そこで形成期と人生の大半を過ごした。1889年にアナーバー高校（現パイオニア高校）を卒業し、1893年にミシガン大学で物理学の学士号を取得した。1年後に修士号を取得し、ミシガン大学で西洋古典学の学位を取得したガールフレンドのアイダ・ムーマと同棲しながら、ウェストベイシティとサギノーで数年間高校教師を務めた。
1898年8月24日にアイダと結婚し、1899年にミシガン大学に戻って教官として働きながら博士号を取得した。1902年に物理学の博士号を取得すると、すぐに同大学の教員となり、以後38年間在職した。
1910年、ランドールは海外に渡り、チュービンゲン大学のフリードリッヒ・パッシェン教授の下で働くことになった。
テュービンゲンとアナーバーが姉妹都市になる55年も前のことである。パッシェンが水素のスペクトルに現在パッシェン級数と呼ばれているものを発見した直後であり、現在パッシェンの法則と呼ばれている放電の発見から約20年後のことであった。パッシェンは彼に分光器を渡し、仕事をさせることを期待した。
ランドールは、当時は分光法について何も知らなかったが、パッシェンは単に彼に分光計を渡し、仕事に取り掛かるよう期待しただけで、最終的にはその通りにしたと語った。 ランドールは人生の終わりまでパッシェンを最大の師と考えていた。
1910年以前、ミシガン大学の物理学科は精密計測学に重点を置いていた。すべての学位をミシガンで取得したランドールは、当初その分野を専門としていた。1902年、彼の博士論文は石英の熱膨張率の測定に関するものであった。1910年から11年のサバティカルイヤーにドイツのテュービンゲンでフリードリッヒ・パッシェンと出会い、赤外分光法の専門家となった。量子力学はまだ分野として存在しておらず、原子スペクトルの研究は、ほとんど理論的裏付けのない場当たり的な実験であった。これはランドールが若い物理学者として受けた訓練でもあった。しかし、ランドールは1910年のテュービンゲンでの研究休暇から新しいアイデアとパッシェンが開発を手伝ってくれた新しい装置を携えて帰国し、ミシガン大学での物理学研究の抜本的な見直しを主導することになった。

## 理論物理学
ランドールとミシガン大学の共同研究者たちは、前例のない品質と詳細な分子スペクトルを作り出した。当時、専属の理論家はウォルター・コルビー（Walter Colby）ただ一人であったため、コルビーはランドールの勧めでオスカル・クラインを採用した。クラインは2年でヨーロッパに戻ったが、理論的な同僚の重要性は確立された。その後、ミシガン大学では、オットー・ラポート、サミュエル・ゴーズミット、ジョージ・ウーレンベック、デイヴィッド・デニソン（David Dennison）が物理学教授陣に加わった。コルビーとランドールはまた、1927年から1941年まで毎年数週間にわたって開催された理論物理学のミシガン・サマー・シンポジウムを始めた。この会議では、ボーア、ディラック、フェルミ、ハイゼンベルク、パウリなどの著名な理論家が、時には100人を超える聴衆を前に短時間の講義を行った。

## リーダーシップ
アメリカの理論物理学者が2年ごとにサバティカル休暇を取得し、ヨーロッパの理論物理学者と共同研究を行うという物議を醸したプログラムもそのひとつである。当時、最高の理論物理学のほとんどはヨーロッパで行われており、一流の理論物理学がアメリカにもたらされたのは、部分的にはランドールのリーダーシップによるものであった。
学部長や学長たちの抵抗にもかかわらず、彼は何人かの新しい教授陣を増員し、東部物理学棟（現在、彼にちなんでランドール研究室と命名された）を建設することに成功した。大学は著名な研究者に必要な高額の給与を出すことを拒否したが、ランドールの戦略は、あまり知られていない研究者から始め、後に一流の研究者に成長するよう支援することだった。

## 業績
ランドールは、原子物理学と核物理学におけるミシガン大学の大幅な成長を主導した。1930年代半ば、彼は当時世界で最も高エネルギーのサイクロトロンを建設するための資金を確保した。
1917年から1919年まで、ランドールは国立標準技術研究所の研究員であった。1925年、アメリカ科学振興協会の副会長に就任。1937年にはアメリカ物理学会会長となり、1941年に "引退 "するまで物理学部会を務めた。1956年にはオハイオ州立大学から名誉学位を授与され、1966年にはミシガン大学からも名誉法学博士号を授与された。
1969年11月10日に98歳で死去。

## ランドールの人格
インタビューの中でランドールは、謙虚さ（しばしば自身の業績を過小評価する）と、他の研究者、特に自分よりも重要な論文を発表するようになった教え子たちに自分のアイデアを盗まれたと感じたことに対する恨みが複雑に混ざり合っている様子を見せた。
リーダーシップに優れ、多くの知人（その中には世界的に有名な物理学者もいた）がいたにもかかわらず、ランドールは親しい友人を作るのに苦労した。彼は妻のアイダを最も親しい友人であり、最も重要な心の支えと考えていた。
娘のメアリー・フート・ランドールは遺伝学者のスターリング・ハワード・エマーソンと結婚した。

## 著書
- Oetjen, R. A.; Randall, H. M. (1 June 1944). “The Infra-Red Spectra of the Isomeric Octanes in the Vapor Phase”. Reviews of Modern Physics (American Physical Society (APS)) 16 (3–4):  265–270. doi:10.1103/revmodphys.16.265. ISSN 0034-6861.
- Randall, Harrison Mcallister (1905). “On the Coefficient of Expansion of Quartz”. Physical Review (American Physical Society (APS)) 20 (1):  10–37. doi:10.1103/physrevseriesi.20.10. ISSN 1536-6065.  (this is a refinement of his 1902 thesis experiment)
- Randall, H. M. (1 January 1954). “Infrared Spectroscopy at the University of Michigan*”. Journal of the Optical Society of America (The Optical Society) 44 (2):  97–103. doi:10.1364/josa.44.000097. ISSN 0030-3941. (overview of work in Ann Arbor)
- Nielsen, Harald H. (1 November 1960). “Harrison McAllister RandallA Half-Century of Infrared Spectroscopy”. Journal of the Optical Society of America (The Optical Society) 50 (12):  1147. doi:10.1364/josa.50.001147. ISSN 0030-3941.   (Ives medal encomium for Harrison M. Randall)
- Randall, H. M.; Dennison, D. M.; Ginsburg, Nathan; Weber, Louis R. (1 July 1937). “The Far Infrared Spectrum of Water Vapor”. Physical Review (American Physical Society (APS)) 52 (3):  160–174. doi:10.1103/physrev.52.160. ISSN 0031-899X.
- Randall, H. M.; Smith, D. W. (1 October 1953). “Infrared Spectroscopy in Bacteriological Research*”. Journal of the Optical Society of America (The Optical Society) 43 (11):  1086–1092. doi:10.1364/josa.43.001086. ISSN 0030-3941. PMID 13109611.  (example of work done after his retirement)
- Sawyer, Ralph A. (1970). “Obituary: Harrison Randall of Michigan; Applied Infrared Studies to Bacteria”. Physics Today (AIP Publishing) 23 (1):  127–129. doi:10.1063/1.3021913. ISSN 0031-9228.